# Constantin Film
Constantin Film AG este o companie germană majoră de producție și distribuție de filme, cu sediul în München. Compania, care aparține conglomeratului media elvețian Highlight Communications AG, este un mare producător și distribuitor german independent de producții din întregul domeniu al ficțiunii audiovizuale și al non-ficțiunii. Activitatea companiei se bazează pe cei cinci piloni ai producției de film/achiziționării de drepturi, producției TV, distribuției de filme, divertismentului la domiciliu și comercializării de licențe/exploatare TV.